# Юйцзюлюй Анагуй
Юйцзюлюй Анагуй (кит. упр. 郁久閭阿那瓌, пиньинь Yùjiǔlǘ Ānàgūi) (тронное имя. Чиляньтоубиндоуфа Хан (敕連頭兵豆伐可汗)) — одиннадцатый каган жужаней с 520 года по 552 год н. э.. Получил власть в результате мятежа знати против его старшего брата — кагана Чоуну

## Правление

### Юйцзюлюй Анагуй и Северная Вэй (520—535)
Через десять дней после коронации Анагуя его родственник Силифа Шифа разбил его войско. В жужани началась гражданская война. Анагуй, его младший брат Игюйфою бежали в Бэй Вэй. Силифа казнил ханшу-мать и многих вельмож. Юань Сюй приказал евнуху Лу Сидао, телохранителю Мын Вэю встретить кагана у врат столицы, цинчжован Цзы на середине дороги, евнухам Цуй Гуану и Юань Цуаню в предместьях. В зале Сяньяньдань состоялась помпезная и довольна унизительная для жужаней аудиенция у императора. Каган стоял на коленях, но просил Юань Сюя только об одном: дать ему войска для возвращения родных земель. Император одарил Анагуя, дал ему китайские титулы и признал каганом жужаней, но вопрос о войне отложил. Император созвал военный совет, но мнения разделились. Анагуй дал взятку в 100 лян министру Юань Ча, который выдал ему разрешение уехать из столицы.
В 521 Анагуй уже собирался уезжать, но император остановил его и велел евнуху Му Би узнать о здоровье кагана, после император подарил кагану полный комплект брони для всадника и лошади, 6 комплектов стальных лат для всадника и лошади, 12 копий, украшенных серебром, лентами и лаком, 10 чёрных лакированных копий, 2 комплекта луков и старел украшенных шёлком, 6 луков с киноварным лаком, 6 щитов с саблями, 20 рогов и литавр, а также одеяла, одежду, шёлк, юрты, провизию, посуду, 2 рабынь, 500 лошадей, 200 верблюдов, 100 быков, 5 тыс. баранов, 20 коробок киновари, 20 000 проса. Все подарки император велел отвезти в приграничную крепость. Цуй Гуан и Юань Цуань угостили кагана и проводили его.
Между тем, в землях жужаней продолжалась война. Теперь против Шифа выступил Юйцзюлюй Поломэнь, который после короткой борьбы стал каганом. Вэйцы стали проводить разведку для установления целесообразности войны с Поломэнем. Тйеюнь Цзюйжинь выяснил, что Поломэнь готов принять Анагуя в качестве вассала. Анагуй догадался, что по возвращении его казнят, и попросил позволения вернуться в Вэйскую столицу. Вскоре трон Поломэня пошатнулся и гаоцзюйцы разбили его. Жужани перестали признавать каганскую власть и стали грабить друг друга, род пошёл на род. Вэйский военный совет составил план по которому следовало добиться разделения жужаней на две орды: Анагуя в Тужоси и Поломэня ближе к Кукунору. При этом снабжать их припасами и всем необходимым, но зорко следить за намерениями и поступками. Поломэнь хотел взбунтоваться, но был выдан князьями и китайцы фактически его арестовали.
В 522 Анагуй попросил у императора проса для посева и получил 10 000 мешков. В 523 жужани из-за голода стали грабить северный Китай. Каган извинился перед императорским послом Юань Фэнем, но сам присоединился к грабителям. Главнокомандующий Ли Чун с 10 000 конницы был отправлен разить жужаней, однако те разбежались. В 524 Поломэнь умер под арестом. В 525 Анагуй со 100 000 жужаней подавил восстание в крепости Войе, за что был награждён. В 532 Анагуй отправил дань и просил выдать царевну за его сына. В следующем году император дал своё согласие, но беспорядки и последовавший за этим распад Тоба-Вэй помешал планам жужаней.

## Позднее правление 535—552
В 535 году Анагую удалось добиться брака с Си Вэй Вэнь-ди (Юанем Баоцзюем): Вэнь-ди выдал княжну за брата кагана Тханя, а сам женился на дочери Анагуя, которая стала известна как Императрица Юйцзюлюй. Для укрепления брака Анагуй произвёл набег на Западную Вэй, мотивировав его тем, что император мало внимания уделяет его дочери, а любит прежнюю императрицу Ифу. В 538 жужани напали на Бинчжеу, Фаньян, Ишуй, Сычжэу, Ючжунь. Гао Хуань возобновил поиски мира с жужанями и отпустил на свободу жужаньских послов.
В 540 умерла императрица Юйцзюлюй и фактический правитель Восточной Вэй полководец Гао Хуань отправил Чжан Вэйцюаня, который передал письмо кагану. В письме было сказано, что Юйвэнь Тай  убил императора Сяо У-ди, отравил императрицу Юйцзюлюй и желает истребить жужаней. На военном совете князья жужаней высказались за признание Восточной Вэй. Жужани заплатили небольшую дань в знак признания Восточной Вэй. После длительных переговоров Гао Хуань решил выдать сестру князя Чжо — Ланлин Гюньчжан за сына кагана. В 541 каган прислал 1000 лошадей и попросил привезти царевну. Ввиду важности союза с жужанями, Гао Хуань лично следил за сбором приданого и проводил царевну и её свиту в жужань. Анагуй был очень обрадован браком.
Союз с Восточной Вэй оказался довольно прочным. Теперь северный Китай был ослаблен гражданской войной между Западной и Восточной Вэй (между Юйвэнями и Гао — фактическими правителями) и жужани могли не опасаться опустошительных вторжений в свои земли. Число жужаней возросло и Анагуй стал одним из сильнейших правителей в регионе. Шуньюй Тхань — китайский секретарь кагана, убедил его не подписывать послания как вассал, но как суверенный государь. Когда Гао Ян в 550 основал Бэй Ци, дипломатические отношения продолжились.

## Гибель жужаней
В 540-х годах жужани был сильнейшим народом в Восточной Азии, но их гибель была молниеносной. В 546 году восстали племена теле (телеуты), однако были разбиты тюрками. Ашина Бумын заключил союз с Си Вэй и потребовал себе жужаньскую принцессу в жёны. Анагуй отправил войска против тюрок, но в 552 году конница жужаней не выдержала удара их тяжёлой кавалерии.
В 552 году Юйцзюлюй Анагуй покончил с собой. Остатки жужаней бежали в Северную Ци от тюркютов.